# Антып, Пётр Иванович
Пётр Иванович Антып — украинский художник и скульптор, член союза художников СССР с 1989 года, член союза художников Украины с 1992 года. Заслуженный художник Украины (2009), генеральный директор ООО «Антып АРТ-БУД».

## Биография
Родился 4 апреля 1959 года в Горловке.
Учился в Пензенском художественном училище с 1980 по 1984 год. Работал на Донецком художественном комбинате.
В 1989 году получил II премию Международного скульптурного симпозиума в Тернополе. В 1990 году стал стипендиатом Союза художников СССР.
Организатор скульптурного симпозиума «Украинская степь». В 2006 году в Донецке на бульваре Пушкина была установлена скульптурная композиция работы Петра Антыпа «Давид и Голиаф», которая изображает ветхозаветных персонажей Давида и Голиафа. Эта композиция входит в состав парка «Украинская степь», созданного во время одноимённого фестиваля.
В 2007 году по инициативе Петра Антыпа в горловском художественном музее была организована выставка «Мистецтво проти салону». На выставке участвовали работы молодых скульпторов из Горловки, а также самого Петра Ивановича.
С 2007 года возглавляет Донецкую областную организацию ПП «Европейская партия Украины».
В ноябре 2008 года скульптура «Денежное дерево» экспонировалась на «Международной выставке роскоши» в Киеве.
В 2010 году совместно со скульптором Дмитрием Ильюхиным и архитектором Ольгой Верещагиной создали памятник Фёдору Егоровичу Енакиеву на основе скульптуры Петра Антыпа 1999 года. Памятник был установлен в центре Енакиево.
Организатор творческой группы «Восток», художественный метод которой искусствоведы оценивают как фигуративный символизм.
Автор ряда памятников и скульптурных композиций Горловки: памятник основателю города Петру Горлову, бюст Тарасу Шевченко, памятник афганцам, «Аллея ученической славы»). Автор памятника городскому голове Запорожья Александру Владимировичу Поляку
Работы автора экспонируются в «Арт-галерее 13», хранятся в музеях Украины, а также в частных коллекциях Игоря Диченко (Украина), Г. Кляйна (Германия) и Д. Штуля (Франция).
В 2012 году ко Дню святого Валентина совместно со скульпторами Валентином Новиковым и Николаем Бирючинским создали на площади им. Горлова ледяные скульптуры в форме сердца. Также в этом году организовал рок-фестиваль «Gorlovka Biker Music Fest».
В 2012 году был кандидатом в депутаты на выборах в Верховную Раду Украины. Кандидатура была выставлена в мажоритарном округе № 51 от лица общественной организации «Горловчанин», которую возглавляет сам Пётр Иванович. Во время избирательной кампании активная рассылка SMS с поздравлениями к праздникам от лица кандидата вызвала обвинения в спаме.

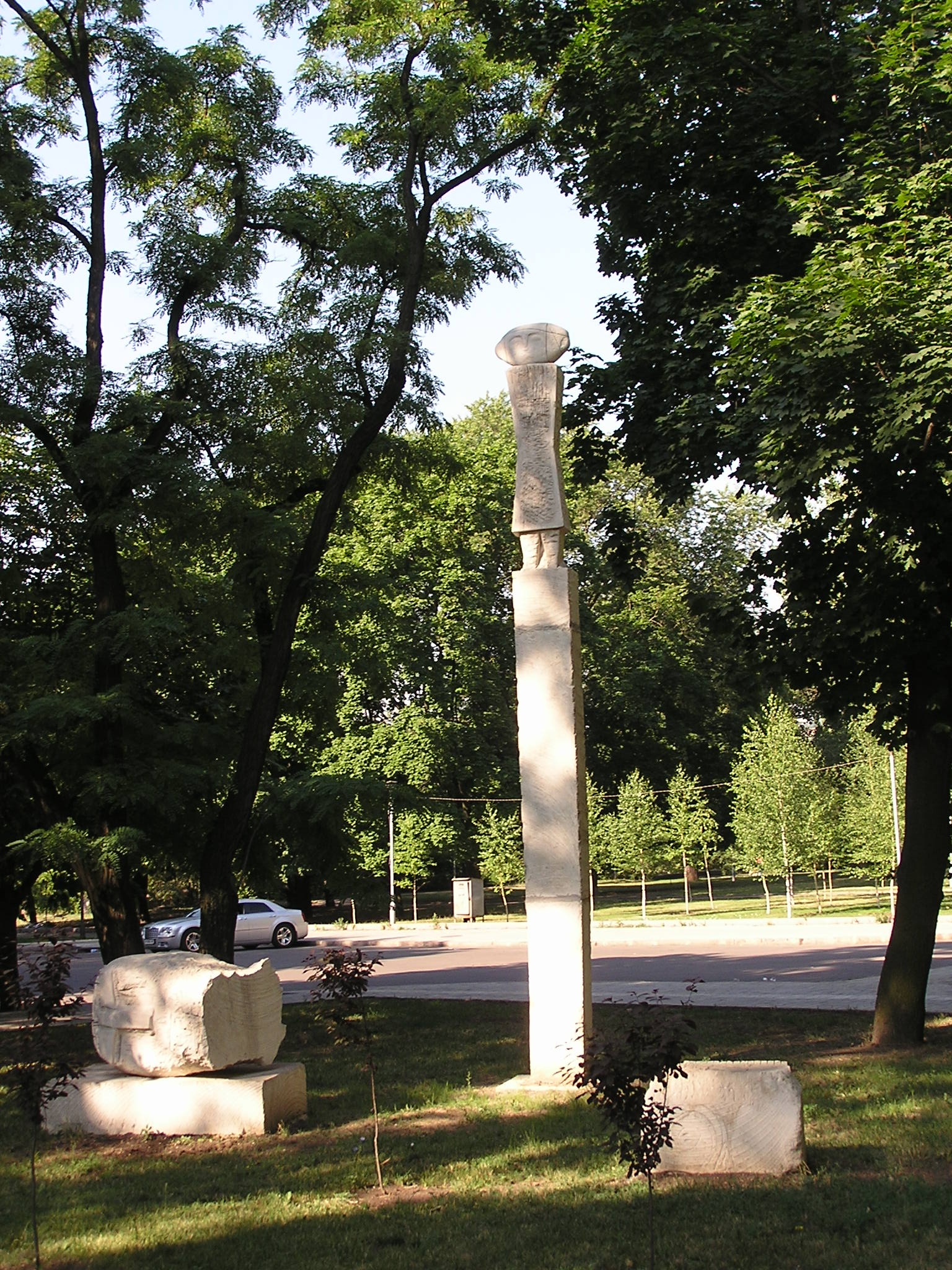
«Давид и Голиаф»
Надгробный памятник Николаю Амосову (совместно с Александром Дьяченко)
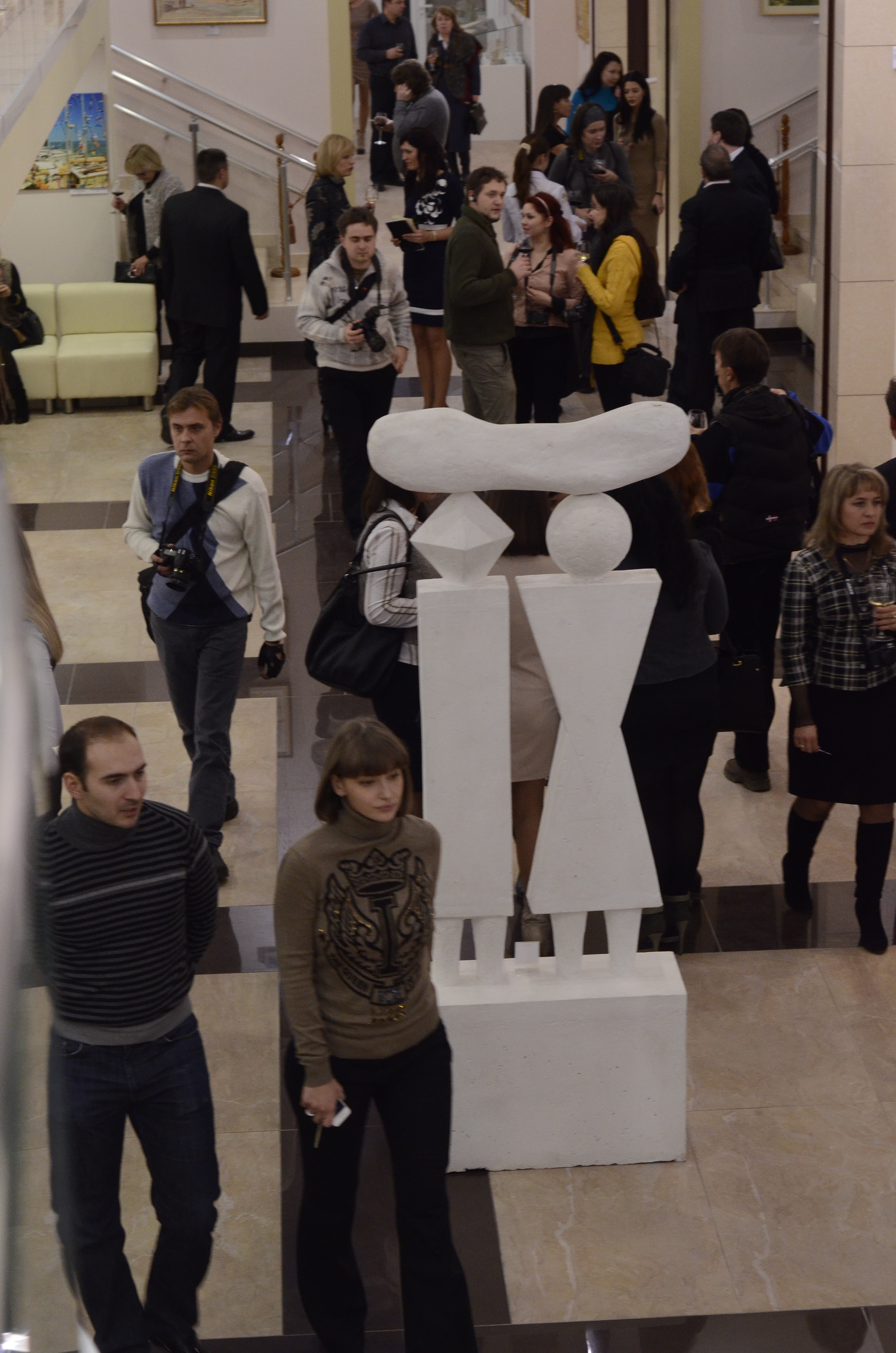
Скульптура Петра Антыпа в выставочном центре «Арт-Донбасс»

## Выставки
- 2007 — «Мистецтво проти салону» (Горловский художественный музей)[4]
- 2008 — «Международная выставка роскоши» (Киев)[5]
- 2009 — персональная выставка, посвящённая пятидесятилетию скульптора (Горловка)[17][18]
- 2011 — персональная выставка (Донецкий областной художественный музей)[19][20].

### Видео
- Заслуженный художник Украины Петр Антып. Интервью на YouTube
- Точка зрения «Петр Антып» на YouTube
- «Просто люди», випуск №40: Петро Антип (ВІДЕОІНТЕРВ’Ю). Архивировано 17 июля 2013 года.